# 상하이시 (중화민국)
상하이시(중국어: 上海市)는 중화민국의 대륙 시기에 설치한 12개 직할시 중 하나이다. 당시 아시아에서 가장 큰 도시이자 중국에서 가장 중요한 산업 및 상업 중심지로 "동양의 파리"라 불렸다.